# العثور على كارتر
العثور على كارتر هو مسلسل درامي تلفزيوني أمريكي والذي يعرض لأول مره على قناة إم تي في بتاريخ 8 يوليو لسنة 2014. المسلسل من تأليف ايميلي سيلفر والنجمة كاثرين بريسكوت بدور كارتر، فتاة في سن المراهقة تنقلب حياتها رأسا على عقب عندما تكتشف أن المرأة التي تعتقد أنها أمها قد خطفتها عندما كانت طفلة. استأنفت قناة إم تي في في 19أغسطس 2014 عرضها المسلسل للموسم الثاني.

## الأحداث
المسلسل عبارة عن فتاة صغيرة اسمها كارتر تعيش حياة رائعة مع أمها لوري، حتى اخفقت الشرطة عن كشف اختطاف لوري لكارتر عندما كانت طفلة في مهرجان. تعود كارترالآن لعائلتها الحقيقية ويجب أن تجتاز حياتها الجديدة حين تتعهد بالالتقاء بلوري، وبالرغم من أن أم كارتر الحقيقية اليزابيث قد قررت إيجاد لوري ومعاقبتها لاختطافها طفلتها ذات الثلاث أعوام، في ذلك الوقت، يكتب والد كارتر ديفيد بسرية آثارة في كتابه عن اختفاء كارتر، وفي عائلة كارتر أختها التوأم تايلور وتجاهل كارتر المستمر لأخيها جرانت «الطفل البديل» على الرغم من سخريته وذكاءه وجذله.

## الممثلون

### الممثلون الأساسيون
- كاثرين بريسكوت بدور كارتر ستيفن اسمها الحقيقي (ليندون ويلسون) والتي ُخطفت بعمر الثلاث أعوام والتقت بأبويها الحقيقيين بعد القبض عليها، وهي الصديقة المقربة لماكس وأوفي وغاب وبيرد.
- سينيثيا واتروز بدور اليزابيث ويلسون والدة كارتر\ ليندون عميلة سرية للفايرفاكس وقسم شرطة الـ VA.
- أليكس دينسوف بدور ديفيد ويلسون، والد كارتر\ليندون والكاتب، وكان يكتب بسرية كتابه بعنوان «العثور على كارتر».
- آنا جيكوب-هيرون بدور تايلور ويلسون الأخت التوأم لكارتر والصديقة السابقة لماكس.
- زاك بولم بدور قرانت ويلسون، الأخ الأصغر لكارتر.

### الممثلون البارزون
- ميلينا قوفيتش بدور لوري ستيفنز، خطفت كارتر بعمر الثلاث سنوات وربتها باسم كارتر ستيفنز.
- أليكس ساكسون بدور ماكس.
- فينيسيا مورقان بدور باتريكس «بيرد»، صديقة لكارتر وتخفي عدائها لها، كُشف سرها في «الآن تراني» بعد اعترافها بأن شاب مقنع قام بالاعتداء عليها.
- جيسي هيندرسون بدور قاب.
- جيسي كارير بدور أوفي، صديق كارتر المعروف ببيع المخدرات ويزوده بها كراش.
- كالب رومينر بدور كامرون «كراش» ماسون وهو شاب مجرم وتاجر مخدرات سُجن بعدما أطلق على ماكس، وهو صديق لكارتر بالموسم الأول.
- ايدي ماتسون بدور كيلي.
- ميريدث باكستر بدور جدة جون.
- ستيفين قوارينو بدور توبي.

## الحلقات
| الموسم | الحلقات | البث الأصلي        |                  | تاريخ اطلاق نسخة دي في دي، BLU-Ray |                  |                  |
|        |         | العرض الأول للموسم | نهاية الموسم     | القسم1                             | القسم2           | القسم4           |
| 1      | 12      | 8 يوليو 2014       | 16 سبتمبر،2014   | سيتم الإعلان عنه                   | سيتم الإعلان عنه | سيتم الإعلان عنه |
| 2      | 12      | 2015               | سيتم الإعلان عنه | سيتم الإعلان عنه                   | سيتم الإعلان عنه | سيتم الإعلان عنه |

## الإنتاج والتطوير
كُتب العثور على كارتر كنموذج كتابة بواسة ايميلي سيلفر، والتي نشرته حول الشبكات مثل الـأي بي سي للعائلة والـإم تي في. شاركت تيري مينسكي بعد فترة قصيرة في المشروع كمنتج تنفيذي وذهب الدليل من خلال إعادة الكتابة في 12 سبتمبر 2013 وضعت إم تي في ترتيب الدليل ثم وقع سكوت سبير لاخراج الدليل.

إعلان توزيع الأدوار بدأ في أوكتوبر 2013، مع سينيثيا واتروس أول أداء بدور اليزابيث ويلسون، العميلة السرية للشرطة والام الحقيقية لكارتر، بعد ذلك مثل كلا من انا جايكوب ـ هيرون وزاك بولم ونولان سوتيلو في المسلسل. وقعت بريسكوت على دور كارتر ستيفنز البطلة الواثقة والمزعجة والتي تمتلك علاقة قوية بالمرأة التي كانت تعتقد أنها أمها. 

أختيرت جايكوب ـ–هيرون لدور تايلور ويلسون، الأخت التوأم لكارتر، وبولان بدور قرانت الأخ الأصغر المنفصل إلى حد ما والذي ولد بعد اختفائها، وانضم ستيلو بدور قاب، وهو الصديق المقرب لتايلور والذي وجد نفسه منجذبا لكارتر. مثل أليكس دينسون في بداية نوفمبر دور والد كارتر ديفيد ويلسون والذي وجد النجاح كراوي بعد كتابته لكتاب يتحدث عن اختفاء ابنته. تلعب ميلينا قوفيتش دور لوري المرأة التي خطفت كارتر بعمر الثلاث سنوات.

في يناير 2014 قدم «العثور على كارتر» 12 حلقة. وبدأ تصوير «العثورعلى كارتر» في أتلانتا، جورجيا في أبريل أعلن أن جيسي هينديرسون ستلعب دور قاب، وهو الدور الذ كان يؤديه نولان ستيلو سابقا.

## روابط خارجية
- العثور على كارتر على موقع IMDb (الإنجليزية)
- العثور على كارتر على موقع ميتاكريتيك (الإنجليزية)
- العثور على كارتر على موقع روتن توميتوز (الإنجليزية)
- العثور على كارتر على موقع كينوبويسك (الروسية)
- العثور على كارتر على موقع ألو سيني (الفرنسية)
- العثور على كارتر على موقع قاعدة بيانات الفيلم (الإنجليزية)